# توماس هارت روفين
توماس هارت روفين هو محامي وسياسي أمريكي، ولد في 9 سبتمبر 1820، وتوفي في 13 أكتوبر 1863 في الإسكندرية في الولايات المتحدة. نشط حزبياً في الحزب الديمقراطي. وقد انتخب عضو مجلس النواب الأمريكي ‏.